# Erwin Fahlbusch
Erwin Heinz Friedrich Fahlbusch (* 26. Mai 1926 in Frankfurt am Main; † 10. August 2007 in Montouliers, Département Hérault, Frankreich) war wissenschaftlicher Referent am Konfessionskundlichen Institut in Bensheim und langjähriger Honorarprofessor im Fachgebiet Systematische Theologie des Fachbereichs Evangelische Theologie an der Universität Frankfurt.

## Leben
Erwin Fahlbusch wurde am 26. Mai 1926 als einziges Kind der Eheleute Friedrich und Helma Fahlbusch in Frankfurt am Main geboren. Er wurde dort katholisch getauft, ging zur ersten heiligen Kommunion und wurde dort auch gefirmt. Am 25. März 1940 wurde er von dem evangelischen Gemeindepfarrer konfirmiert, da er auch zum evangelischen Religionsunterricht ging.
Von 1932 bis 1942 besuchte er in Frankfurt am Main zunächst die Volksschule und danach die Mittelschule, die er mit der Mittleren Reife abschloss. Anschließend begann er eine Ausbildung für den Ingenieurberuf, die er aber nicht beenden konnte, da er im Mai 1944 zum Wehrdienst einberufen wurde. Im September 1944 geriet er in der Normandie in amerikanische Kriegsgefangenschaft, aus der er im Juli 1946 wieder nach Frankfurt am Main zurückkehrte.
Bereits vor der Einberufung zum Wehrdienst, insbesondere aber nach den Erlebnissen im Krieg und in der Kriegsgefangenschaft, erfuhr Fahlbusch seine innere Berufung zum Theologen. Er begann im Sommersemester 1947 das Studium der Theologie als Gasthörer an dem Seminar der Kirchlichen Hochschule Hamburg und holte dann in Frankfurt am Main seine Reifeprüfung nach, um danach an den theologischen Fakultäten der Universitäten Mainz, Erlangen und Göttingen studieren zu können. Das erste theologische Examen bestand er im September 1952; die Dissertation Die Lehre von der Revolution bei Friedrich Julius Stahl schloss sich dem Studium an. Berichterstatter waren die Professoren Hans Joachim Iwand und Otto Weber. Neben der Erstellung der Dissertation arbeitete Fahlbusch als Repetent am Theologischen Stift Göttingen und später an der Theologischen Fakultät.
Außerdem war Fahlbusch von 1953 bis 1959 als Redaktionssekretär für die erste Auflage des Evangelischen Kirchenlexikons tätig, für das er auch mehrere eigene Beiträge geschrieben hat.
Im Mai 1959 ging Fahlbusch als hauptamtlicher Religionslehrer an den Grund-, Real- und Berufsschulen nach Bocholt und ab März 1960 als Synodalvikar in die westfälische Diasporagemeinde Mesum. Sein zweites theologisches Examen legte er am 25. März 1960 in Bielefeld ab und wurde im September 1960 in Mesum ordiniert. Am 29. April 1962 trat er sein Amt als Pfarrer in Bochum-Weitmar an. Im April 1964 wechselte er an das Konfessionskundliche Institut in Bensheim, wo er bis zu seiner Pensionierung im Jahre 1991 als Wissenschaftlicher Referent für den Bereich Catholica zuständig war.
Zusätzlich zu dieser Tätigkeit am Konfessionskundlichen Institut war Erwin Fahlbusch als Lehrbeauftragter an der Comenius-Fakultät in Prag, der Université catholique de Louvain in Belgien, an der Universität Basel und an den Theologischen Fakultäten in Budapest und Debrecen (Ungarn) tätig. Ab 1984 war er Honorarprofessor (zeitweise auch Vertreter einer C-4-Professur) für Systematische Theologie an der Universität Frankfurt am Main.
Im Mai 1991 trat Erwin Fahlbusch in den Ruhestand; die Vorlesungen an der Universität Frankfurt am Main hielt er noch bis Wintersemester 1992/1993. Er starb am 10. August 2007 in Montouliers, Herault, Frankreich. 

## Positionen
Erwin Fahlbusch vertrat in den fünfziger und sechziger Jahren als sogenannter „Taufschieber“ die Auffassung, dass die Kindertaufe, wie sie auch in der evangelischen Kirche praktiziert wurde, keine biblische Grundlage besitze, sondern die Taufe eines Menschen erst stattfinden solle, wenn dieser zum Glauben gefunden habe. Als Pfarrer kam er aber dem Wunsch der Eltern nach, die Kindertaufe vorzunehmen.
Hinsichtlich der Volkskirche, auch der evangelischen, vertrat Erwin Fahlbusch die Auffassung, dass diese reformbedürftig sei. Insbesondere ließe sie einem Pfarrer nicht genug Möglichkeiten der theologischen Arbeit. Vielmehr sei in ihr ein Pfarrer eher der „Funktionär einer machtvollen religiösen Institution“. Seine von der allgemeinen kirchlichen Auffassung abweichende Meinung führte zu Diskussionen mit der westfälischen Kirchenleitung, aber auch mit Gläubigen seiner Gemeinde in Bochum-Weitmar.
In seinen letzten Arbeiten aus den Jahren 1998 und 2001, die bisher nicht veröffentlicht wurden, forderte er einen Paradigmenwechsel in der Theologie. Der Ausgangspunkt der theologischen Arbeit dürfe nicht mehr in einer geoffenbarten Wahrheit bestehen, sondern er müsse von der konkreten alltäglichen Situation gedacht werden, „was Heil, Erlösung, Befreiung, Menschsein zum Inhalt haben müssen.“

## Ehrungen
Erwin Fahlbusch wurde im Jahre 1970 von der Reformierten Theologischen Akademie in Budapest die Ehrendoktorwürde verliehen. 

## Schriften
- Die Lehre von der Revolution bei Friedrich Julius Stahl. Göttingen 1954 (Dissertation an der Theologischen Fakultät der Universität Göttingen 8. Mai 1955).
- Kirchenkunde der Gegenwart. Kohlhammer, Stuttgart / Berlin / Köln / Mainz 1979, ISBN 3-17-001082-4.
- Einheit der Kirche – eine kritische Betrachtung des ökumenischen Dialogs. Zur Rezeption der Lima-Erklärung über Taufe, Eucharistie und Amt (= Theologische Existenz heute. Nr. 218). Kaiser, München 1983, ISBN 3-459-01520-9.
- Mitautor, Jan Milič Lochman, John S. Mbiti: Evangelisches Kirchenlexikon (EKL). Internationale theologische Enzyklopädie. 5 Bände. 3., neubearbeitete Auflage. Vandenhoeck & Ruprecht, Göttingen 1986, ISBN 3-525-50144-7 (englisch: The encyclopedia of Christianity, Grand Rapids, Michigan; auch als elektronische Ressource Directmedia Publishing Berlin 2004, ISBN 3-89853-498-7).
- Mitautor: Taschenlexikon Religion und Theologie. Vandenhoeck & Ruprecht, Göttingen, ISBN 3-525-50122-6 (4. Auflage, ohne Jahrgang, auch als Elektronische Ressource, Berlin 2002).